# La Aljorra
La Aljorra es una población y diputación de Cartagena, en la comunidad autónoma de Murcia, en España. Se encuentra enclavado en la zona norte del término municipal, limitando al norte con el municipio de Fuente Álamo de Murcia y la diputación de  Albujón, al sur con las de Campo Nubla y La Magdalena, al este El Plan y Miranda, y al oeste con Fuente Álamo.

## Historia
Los orígenes de la actual división administrativa se remonta a los primeros años del siglo XVIII en que, con motivo del reparto del impuesto de la sal, aparece una relación pormenorizada de los 17 partidos o diputaciones existentes en el Campo de Cartagena, entre ellos La Aljorra. Esta vertebración, uno de los hitos de la política borbónica, es una tendencia manifiestamente seguida por nuestra población de hoy día, pues ofrece una mayor calidad de vida, reposo del espíritu y paz del ambiente.
Su topónimo nos conduce a tiempos tan lejanos como el 4 de septiembre de 1254 en que un privilegio, que se conserva en nuestro archivo municipal, al establecer el término municipal de Cartagena dice textualmente ... a todos los pobladores christianos del Concejo de Cartagena ... otórgoles que hayan por sus términos aquellas Aldeas, e aquellos Arrabales que son en el campo de Cartagena, assi como parte del Puerto a la Mar de Valdecuma, e viene por la tierra que es parte de al gaurin, y el Alcaria del Alhorra, e viene a aquella sierra fasta el Albuxón e el Albuxón parte el término entre Murcia y Cartagena ...
Más tarde, el 21 de mayo de 1266, otro privilegio de Alfonso X dado en Sevilla concede a la Orden de Santiago el heredamiento de Alhorra la Vieja, madre de Aboscacia, según investigación de Abelardo Merino expuesta en su Geografía Histórica del Reino de Murcia. El profesor García Martínez la incluye en los topónimos de origen árabe como mujer bien nacida, libre o no esclava, de elevada posición económica y social. También Robert Pocklington en su artículo, Toponimia islámica del Campo de Cartagena, manifiesta en la Historia de Cartagena que entre los topónimos de segura procedencia árabe o preárabe se encuentra Aljorra, del árabe al-Hurra, la libre, probable nombre propio de una señora musulmana, anterior dueña de la alquería.
Una de las primeras noticias documentada que poseemos sobre la existencia del Casal de La Aljorra, fechada en el año 1559, está relacionada con la organización de la defensa de la ciudad frente a los frecuentes desembarcos argelinos, pues era aquel uno de los lugares elegidos en el campo para la concentración de soldados por existir allí agua, cuando se hiciesen patente las señales desde los cabezos de Atalaya, Ventura o Beaza.
Y es que este era un lugar fuera de las dehesas comunales en que abundaba el regadío, especialmente el viñedo, con las aguas alumbradas por sus pozos y boqueras de las ramblas. No es aventurado pensar que estos sistemas de regadío procedían de la época musulmana, como por su toponimia advertimos, cuyos abrevaderos empleaba el ganado local y trashumante, así de sus fuentes se servían los labradores, pues de esta misma época nos hablan los libros de actas capitulares de la fuente, balsa y acequia de La Aljorra de la que se servían algunos labradores, además de ser fuente para el ganado que pacía en su ejido.
También tenemos noticias de los frecuentes pleitos entablados por los labradores de la parte baja de la rambla del Saladillo con los de la parte alta, como consecuencia del excesivo número de boqueras que estos hacían en la rambla, restándole caudal de agua a los demás. En el Repartimiento del Campo de Cartagena efectuado en el año 1683 en el que se divide en 92 lugares, la mayoría grupos de casas vinculados a una explotación agrícola, con la denominación de pagos, se cita el de Aljorra y Saladillo con 101 habitantes. La necesidad de esta división venía impuesta para facilitar el recuento de la población del campo, especialmente como vemos para repartir los impuestos y contribuir al reclutamiento de soldados.
Años más tarde en el documento correspondiente al reparto de sal (1715-1717), antes aludido, figura Aljorra con 45 vecinos y 180 habitantes. En este documento ya figuran las 17 diputaciones o partidos existentes, agrupando a la población del campo con independencia de la ciudad.
En el Catastro de Ensenada figuran datos correspondientes a esta época que son interesantes de reflejar y entre ellos los que se refieren a los bienes patrimoniales que en dicha diputación tiene el Convento de las Monjas de la Purísima Concepción, así como personas e instituciones legas que tenían bienes, rentas, salarios o cargas en Cartagena y su término en 1762.
Y en una relación del año 1758 que expresa la distribución de la tierra en el Campo de Cartagena, figura La Aljorra con 5 labradores y 1.214 fanegas de las tierras en barbecho que disponen para sembrar, de ellos más de la mitad con más de 19 fanegas, así como también sabemos de la existencia de un molino harinero. Es evidente la tradición agrícola de las gentes de esta tierra que en un estado de contribuciones del año 1771 ya figuran 53 personas vecinos de La Aljorra.
Pero la articulación jurisdiccional, en diputaciones, no tendrá reconocimiento oficial por parte del Estado hasta el año 1785, con motivo del censo de Floridablanca, pues dos años después en el Nomenclátor o Diccionario de las ciudades de España figurará entre las 17 de Cartagena la correspondiente a Aljorra como aldea de realengo y con alcalde pedáneo, con una población de 492 habitantes.
De esta época es la noticia que en los manuscritos de la colección de Vargas Ponce se refieren al estado de las diputaciones rurales en los años 1796 y 1797, que manifiestan el número de vecinos de las 21 existentes en la jurisdicción de Cartagena, indicando para Aljorra 30 y 93 respectivamente. Hemos de aclarar que cuando se refiere a vecinos, quiere decir cabezas de familia, pues en el último de los años indicados los divide en 195 hombres y 143 mujeres, lo que nos indica que la población total se obtiene, aproximadamente, multiplicando por cuatro el número de vecinos.
Las reformas administrativas iniciadas a principios del siglo XIX dividirán el término municipal en 4 barrios extramuros y 21 diputaciones rurales, entre ellas Aljorra, pero cuando en los años 1813, 1820 y 1839 se constituyan nuevos ayuntamientos, todos de tan efímera vida pues fueron abolidos en breve tiempo, quedará integrada en el de Pozo Estrecho, junto con Miranda, Santa Ana, Albujón y La Magdalena.
Una estadística de principios del siglo XX señala, como entidades de población, el caserío de Aljorra con 579 habitantes, Los Barberos con 96, Los Martínez con 97, caserío de Los Navarros con 88 y Los Sánchez con 47. En el Nomenclátor publicado por la Dirección General de Estadística referente al estado de 31 de diciembre de 1920, figura Aljorra como una de las 23 diputaciones del término municipal, con los siguientes caseríos: Los Barberos, Camino de la Guía, Los Carrascosas, Los Estrases, Los Martínez, Molino Derribado, Los Monteros, Los Navarros, Los Nicolases, Los Pero Antonio, Río Seco, Los Roses y Los Sánchez, con un total de 631 edificios y albergues, 1.599 habitantes de hecho y 1.616 de derecho.
En el año 1923 Aljorra es una de las 23 diputaciones del término municipal y en sus tres barrios comprende los siguientes parajes: Los Altos, Los Barberos, Los Bernales, Los Borregos, Los Carrascosas, Casas de Abajo, Camino de la Guía, La Carrasca, Los Corrales, Los Mateos, Los Martínez, Los Molinos, Los Navarros, Los Nicolases, Los Rosas y Los Sánchez.
En el año 1930 Aljorra es una de las veintitrés diputaciones en que se dividía el término municipal de Cartagena, constituyendo el 7.º distrito junto con las de La Palma, Pozo-estrecho, Lentiscar y Albujón, y el censo de población arrojaba las siguientes cifras: 1476 habitantes de derecho y 1475 de hecho. Entre los caseríos y parajes más importantes podemos citar: Aljorra, Los Barberos, Camino de la Guía, Los Carrascosas, Los Estrases, Los Martínez, Molino Derribao, Los Monteros, Los Navarros, Los Nicolases, Los Pero Antonio, Río Seco, Los Roses, Los Sánchez y Los Nietos.
Entre sus calles más importantes cita una guía del año 1933 las de: Mayor, Real, Purísima y Carmen, así como la plaza del 14 de abril; en el Círculo Agrícola, la Sociedad Recreativa e Instructiva y el Círculo Instructivo Agrícola, se agrupaba la sociedad de esta villa; y el cementerio de la Concepción se encontraba en la carretera de Cuesta Blanca.

## Población
El Padrón municipal de 1 de mayo de 1996 divide, a la hoy día denomina Entidad Colectiva a efectos de población, además del poblado de La Aljorra (2.808 habitantes, 1.393 hombres y 1.415 mujeres); en los caseríos de Los Barberos (89 habitantes, 44 hombres y 45 mujeres); Los Carrascosas (22 habitantes, 10 hombres y 12 mujeres); Los Navarros, núcleo y diseminado (50 habitantes, 29 hombres y 21 mujeres); Los Nicolases (22 habitantes, 11 hombres y 11 mujeres), Los Nietos (26 habitantes, 13 hombres y 13 mujeres); Río Seco (22 habitantes, 12 hombres y 10 mujeres); Los Roses, núcleo y diseminado, (39 habitantes, 15 hombres y 24 mujeres) y Torre Calín (32 habitantes, 16 hombres y 16 mujeres). Un total de 3.110 habitantes, 1.543 hombres y 1.567 mujeres, ocupando el décimo lugar entre las del término municipal.

## Patrimonio
Su iglesia, construida sobre la antigua ermita, bajo la advocación de la Purísima Concepción, es parroquial desde el año 1887 según consta en documentos de su archivo y hoy día es la parroquia núm. 154 en el arciprestazgo núm. 14: Fuente Álamo de la IV Zona Pastoral de Cartagena, según el anuario de la diócesis de Cartagena (1996).
De la antigua ermita, que debió ser construida a finales del siglo XVIII, existe una referencia documental en el archivo municipal de Cartagena de su existencia en el año 1790, cuando pertenecía a la parroquia de Pozo Estrecho y proporcionaba asistencia religiosa a sus 108 vecinos.
En el año 1903 se le añadió la actual torre campanario, en la que años después se remató con una imagen de su titular y otra del Sagrado Corazón de Jesús, conservando en interior, en la capilla de la Virgen del Carmen, el enterramiento de Matilde Mayola y Bregante, que data del año 1857.
En las proximidades del caserío de Los Barberos se encuentra Torre Asunción, anteriormente denominada de Los Avileses y cuya construcción data del siglo XVII, pues en el año 1690 Alonso de la Jara y Molina fundó un mayorazgo en esta finca, la cual constituye una de las más completa y variada agrupaciones de casas del Campo de Cartagena que conforman un patio interior. Dos torres en sus esquinas realzan el conjunto, la más alta con tres plantas y rematada con las figuras de las cuatro estaciones.
Además formando parte de la casa existe una capilla dedicada a la Asunción cuya imagen ocupa el altar mayor. La capilla, de ladrillo y piedra artificial, con planta rectangular tiene además imágenes de menor tamaño de la Virgen del Carmen, Sagrado Corazón y Santa Ana, y en tres espacios adosados a su izquierda se encuentran el vestíbulo, la sacristía y el coro, así como también adosada en su fachada una hermosa torre campanario, que le da un realce majestuoso a la capilla. Todas estas ampliaciones se atribuyen al arquitecto Tomás Rico que estuvo emparentado con la familia propietaria.
La fachada de la casa principal se encuentra ornada con los escudos de armas de las distintas familias que la habitaron. En 1908 era propiedad de doña Encarnación Alfaro, Vda. de Pascual, que celebraba en el oratorio la fiesta de la Asunción de la Virgen. En la actualidad está habitada por descendientes de la familia Pascual de Riquelme.
La Torre del Tío Calin, la más alta del Campo de Cartagena y fechada en el siglo XIX, es otra de las construcciones interesantes de esta zona y se encuentra en el caserío del mismo nombre. Sus cinco plantas y su aire de campanario, le proporcionan una esbeltez dominante sobre todo el terreno que la circunvala. Perteneció al marqués de Fuente el Sol y hoy día se encuentra en un lamentable abandono. De menor porte pero muy airosa también encontraremos la Torre Cuadrada, que recientemente restaurada embellece las dependencias que la rodean.

## Industria
En la diputación de La Aljorra se ubica en el día de hoy la mayor potencia industrial de la Región, la SABIC (antigua General Electric Plastic of Spain), que en el año 1998 decidió nuevamente ampliar su inversión y actualmente se anuncia otra, lo que confirma la firme decisión de mantener el proceso de producción de plásticos en la planta de La Aljorra frente a otras opciones. Ocupa los terrenos correspondientes a la Casa Grande.
La diputación de La Aljorra o Aljorra, que en las dos formas la hemos encontrado a través de los tiempos e incluso en la propia cartografía nacional, se encuentra a unos 38 km de la capital de la Región y a 12 km de la capital de su municipio, atravesando su territorio la carretera autonómica RM-605 como más importante, que enlaza Cartagena con Alhama de Murcia. Es previsible que en unos años cambie toda su infraestructura viaria debido a las necesidades industriales que plantea la industria allí establecida.
En 2017, la revista Environmental Research publicó un estudio coordinado por el director de la Unidad de Salud Medioambiental del Hospital Virgen de la Arrixaca de Murcia en el que se establecía una correlación entre la concentración de industrias en La Aljorra y una incidencia de cáncer en menores de edad tres veces superior a la normal, lo cual provocó la movilización de los vecinos para tratar de esclarecerla.